# کرونپرینتسنکووگ
کرونپرینتسنکووگ (به آلمانی: Kronprinzenkoog) یک پولدر و شهر در آلمان است که در دیمارشن واقع شده‌است. کرونپرینتسنکووگ ۹۲۳ نفر جمعیت دارد.